# Aspide
Aspide är en Italiensk jakt- och luftvärnsrobot med medellång räckvidd. Roboten som är tillverkad av Selenia utvecklades för att ersätta de amerikanska systemen Sparrow och Sea Sparrow.